# Walhalla (Dakota del Nord)
Walhalla è un centro abitato (city) degli Stati Uniti d'America, situato nella Contea di Pembina nello Stato del Dakota del Nord. Nel censimento del 2000 la popolazione era di 1.057 abitanti. La città è stata fondata nel 1871.

## Geografia fisica
Secondo i rilevamenti dell'United States Census Bureau, la località di Walhalla si estende su una superficie di 2,80 km², tutti occupati da terre.

## Popolazione
Secondo il censimento del 2000, a Walhalla vivevano 1.057 persone, ed erano presenti 271 gruppi familiari. La densità di popolazione era di 388 ab./km². Nel territorio comunale si trovavano 556 unità edificate. Per quanto riguarda la composizione etnica degli abitanti, l'89,78% era bianco, il 5,96% era nativo, lo 0,09% apparteneva ad altre razze e il 4,16% a due o più. La popolazione di ogni razza ispanica corrispondeva allo 0,85% degli abitanti.
Per quanto riguarda la suddivisione della popolazione in fasce d'età, il 22,4% era al di sotto dei 18, il 7,2% fra i 18 e i 24, il 21,9% fra i 25 e i 44, il 24,9% fra i 45 e i 64, mentre infine il 23,7% era al di sopra dei 65 anni di età. L'età media della popolazione era di 44 anni. Per ogni 100 donne residenti vivevano 91,8 maschi.